# Julia Franck
Julia Franck (Berlín Est, 20 de febrer de 1970) és una escriptora alemanya. El 1978, la seva família es va traslladar a Berlín Oest i més tard a Schleswig-Holstein. Estudià filologia alemanya i estudis americans a la Universitat Lliure de Berlín i visqué als Estats Units, Mèxic i Guatemala. Ha treballat com a editora del Sender Freies Berlin i ha escrit per a diverses publicacions. És neta de l'escultor Ingeborg Hunzinger.

## Obres
- Der neue Koch (1997)
- Liebediener (1999)
- Bauchlandung (2000)
- Lagerfeuer (2003)
- Mir nichts, dir nichts (2006)
- Die Mittagsfrau (2007)
- Grenzübergänge (2009)

## Premis
- Deutscher Buchpreis (2007)